# 발미에라구

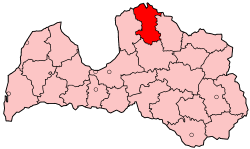
발미에라 구의 위치

발미에라구(라트비아어: Valmieras rajons)는 라트비아 북동부에 있던 구로 행정 중심지는 발미에라이며 면적은 2,373km2, 인구는 60,111명(2002년 기준), 인구 밀도는 25.3명/km2이다. 3개 시와 20개 교구를 관할했으며 2009년에 실시된 행정 구역 개편에 따라 폐지되었다. 서쪽으로는 림바지 구, 동쪽으로는 발카 구, 남쪽으로는 체시스 구와 인접해 있었으며 북쪽으로는 에스토니아와 국경을 접하고 있었다.